# Éric de Montgolfier
Pour les autres membres de la famille, voir Famille de Montgolfier.
Éric de Montgolfier, né le 11 août 1946 à Lyon, est un magistrat français. Sa notoriété médiatique en tant que magistrat du parquet est due aux nombreuses « affaires » sensibles qu'il a eu à gérer dans le cadre de ses fonctions.

## Biographie

### Début de carrière
Éric de Montgolfier est né en 1946 à Lyon. Malgré le conseil de son père, il étudie le droit à l'Université Paris II et suit l'enseignement de l'École nationale de la magistrature dont il sort en 1975.
De 1977 à 1985, il travaille au ministère de la Justice à Paris.

### Affaire OM-VA
En 1993, alors qu'il est procureur de la République du tribunal de grande instance de Valenciennes (Nord), il instruit l'affaire VA-OM (Union Sportive Valenciennes-Anzin - Olympique de Marseille), où est impliqué Bernard Tapie. Il confie en 1994 à Télérama : « J'ai eu beaucoup de dossiers étouffés et j'ai eu la tentation, à plusieurs reprises, de m'adresser au Canard enchaîné. Je ne l'ai pas fait parce que je travaillais pour le ministère »[source insuffisante] puis interrogé par les journalistes de France Télévision en 2009, Éric de Montgolfier, déclare : « Si le Président de l'OM n'avait pas été Bernard Tapie, il ne serait jamais allé en prison. Les faits ne le méritaient pas. ». Ses face-à-face avec Jacques Glassman puis avec Bernard Tapie ont été mis en scène dans la série Tapie de Netflix.

### Nomination au Tribunal de Nice
En 1999, Éric de Montgolfier devient procureur de la République du tribunal de grande instance de Nice par décision d'Élisabeth Guigou, alors ministre de la Justice, « pour y faire le ménage »[source insuffisante].
Sophie Coignard dans son ouvrage L'État dans l'État, « avance qu'il est alors la victime d'une contre-attaque maçonne ».
Dans un entretien au Nouvel Observateur (« Nice, la main dans le sac... »)[réf. obsolète], le magistrat laisse entendre son intention de s’intéresser à la loge niçoise.

### L'affaire Renard et le désaveu du procureur
Éric de Montgolfier se charge de relancer ce que les médias appellent l'« Affaire du tribunal de Nice » impliquant le juge d'instruction Jean-Paul Renard suspecté, entre autres, d'avoir transmis des éléments de casiers judiciaires à une loge maçonnique de la GLNF.
À la même époque, à la suite d'élections, la majorité change, et Dominique Perben devient le nouveau garde des sceaux. L'enquête de l'Inspection générale des services judiciaires (IGSJ) demandée par Éric de Montgolfier est acceptée, mais apparaît faussée aux yeux du procureur. Des doutes sur la sincérité de cette enquête sont relevés par la presse. Un journaliste commentera : « Le directeur des services judiciaires réussit toutefois l'exploit, en une heure, de ne pas prononcer une seule fois le terme franc-maçonnerie, pourtant au cœur des griefs faits au juge Renard. Certains inspecteurs chargés de faire la lumière sur les dysfonctionnements de la justice azuréenne étaient eux-mêmes maçons ».
Pour la première fois de l'histoire de l'IGSJ, ce rapport, d'une centaine de pages, est publié sur le Net par le ministère (cette décision étant attribuéee au cabinet du Garde des sceaux). La majorité des journaux se focalise sur la conclusion : « Le maintien de M. de Montgolfier à son poste ne paraît pas compatible avec le redressement qui s'impose ».
Malgré la pression, le procureur décide de ne pas démissionner et reste en place.
Ultérieurement le Conseil supérieur de la magistrature (CSM) lance sa propre enquête, dont les conclusions contrediront celles de l'IGSJ et mettront en évidence les « relations » entre le juge Renard et la franc-maçonnerie. Cette enquête, menée par Vincent Lamanda, met en effet au jour les relations du juge Renard avec des personnes liées à la mafia calabraise, et ses habitudes procédurales peu morales (libération d'une personne impliquée dans un trafic de cocaïne mais qui menaçait de donner le nom de deux magistrates impliquées dans des affaires). Le juge Renard sera en conséquence mis à la retraite d'office, puis condamné à 5 000 euros d'amende pour violation du secret professionnel.

### Mise en examen et relaxe
Éric de Montgolfier publie en 2006 Le Devoir de déplaire.
Il est mis en examen en 2007 pour des faits liés à l'exercice de ses fonctions (affaire d'acte attentatoire à la liberté individuelle concernant un homme incarcéré en raison de la non exécution d'une décision de remise en liberté ; l'homme est décédé depuis durant une autre détention, des années plus tard). Le 25 août 2008 Éric de Montgolfier est renvoyé en correctionnelle pour « atteinte à la liberté individuelle » .
Mais le parquet lui-même réclame une relaxe le 18 décembre 2008. Le tribunal rend son jugement le 6 février 2009 en suivant l'avis du parquet.

### Fin de carrière
Le 26 juin 2009 à Bruxelles, il reçoit des mains de la princesse Astrid de Belgique le prix de la fondation du Forum de Crans-Montana.
En février 2012, il est nommé avocat général à la Cour de cassation pour exercer les fonctions de procureur général près la cour d'appel de Bourges. Puis, à 66 ans il prend sa retraite à compter du 30 juin 2013 et retourne en famille dans le sud de la France.
Il rédige régulièrement des chroniques pour le magazine Le Point.
En février 2017, il rejoint l'équipe de la campagne présidentielle de Benoît Hamon comme conseiller justice,.

## Ouvrages
- Le Devoir de déplaire, document, Michel Lafon, 2006, 342 p.  (ISBN 2-7499-0555-9).
- Une morale pour les aigles, une autre pour les pigeons, coll. Documents, Michel Lafon, 2014, 304 p.  (ISBN 2-7499-2280-1).
- On ne peut éternellement se contenter de regarder passer les cadavres sous les ponts, Le Cherche Midi, 2017, 64 p.,  (ISBN 978-2749153827).

## Prix
- Prix du livre incorrect 2007[20].